# Drosanthemum paxianum
Drosanthemum paxianum là một loài thực vật có hoa trong họ Phiên hạnh. Loài này được (Schltr. & Diels) Schwantes mô tả khoa học đầu tiên năm 1927.